# Colonia Álvaro Obregón, Temascalapa
Colonia Álvaro Obregón är en ort i kommunen Temascalapa i delstaten Mexiko i Mexiko. Samhället hade 289 invånare vid folkräkningen 2020.